# Heinrich Aloisius Treiber

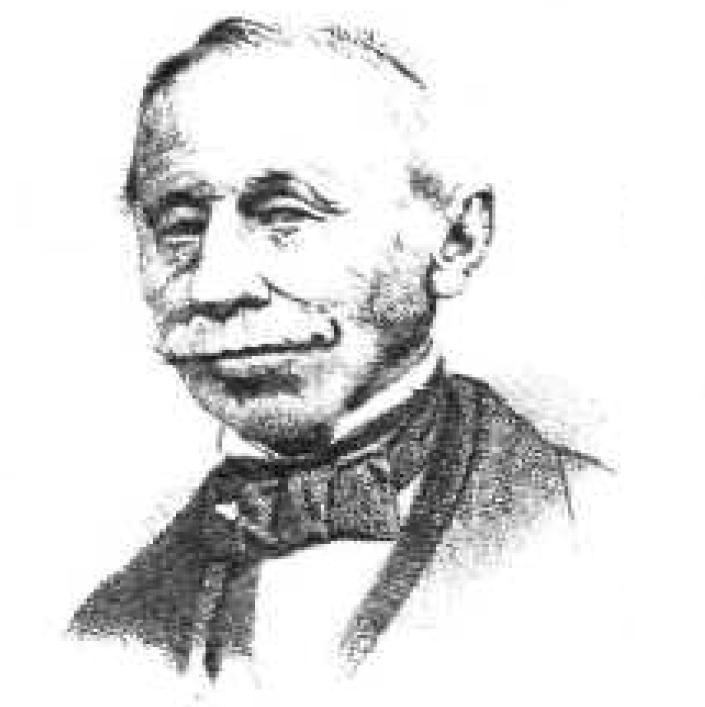
Heinrich Aloisius Treiber (1866)

Heinrich Aloisius Treiber (griechisch Έρικ Τράιμπερ; * 8. Oktober 1796 in Meiningen; † 26. April 1882 in Athen, Griechenland) war ein deutscher Arzt und Philhellene.

## Leben
Treiber war der Sohn des Meininger Hofapothekers und studierte in Jena, Erlangen, Würzburg und Paris Medizin. Während seines Studiums wurde er in Jena 1816 Mitglied der Urburschenschaft, in Erlangen 1816 der Burschenschaft Teutonia und in Würzburg 1818 der Alten Würzburger Burschenschaft Germania. Er wurde zum Dr. med. promoviert. Am 11. Januar 1821 bestieg er in Livorno ein Schiff nach Griechenland und erreichte am 25. Januar 1821 den Hafen von Mesolongi. Er nahm 1822 an dem Kampf um Mesolongi teil und versorgte die Verletzten. 1823 war er einer der Ärzte, die vergeblich um das Leben des englischen Dichters Lord Byron kämpften. 1825 wurde er Leiter des Militärspitals in Nauplia. Am 1. Juni 1827 bat Frank Abney Hastings ihn Schiffsarzt auf der Karteria zu werden und Treiber folgte dieser Einladung.
1833 wurde Heinrich Treiber Leibarzt von König Otto. Ab 1835 war er Dozent und vom 14. April 1837 bis zum 21. Juli 1841 Professor für Chirurgie an der medizinischen Fakultät der neu gegründeten Nationalen und Kapodistrias-Universität Athen. 1861 wurde er zum Generalarzt ernannt und 1864 zum Generalmajor a. D. Er führte vom 12. Januar 1822 bis zum 23. April 1828 während der Revolution ein Tagebuch, dass 1960 ins Griechische übersetzt wurde.
1837 baute er in Athen westlich der Kirche der Agii Asomati nahe der heutigen U-Bahn-Station Thiseiou ein Haus, das heute jedoch nicht mehr existiert. Hier sollte auch das Königsschloss errichtet werden, da jedoch in dem sumpfigen Stadtteil die Cholera ausbrach verwarf man diese Pläne. Heinrich Treiber kümmerte sich um die Erkrankten und behandelte die armen umsonst. Später baute er die Villa Treiber im Norden Athens (Konstantinos Palaiologos 8) in der sich heute das Cartoon Museum befindet.
Er war korrespondierendes Mitglied der Medizinischen Gesellschaften Berlin, Paris, Madrid und Bonn.
Wegen seiner Verdienste um das griechische Sanitätswesen wurde eine Straße in Athen nach ihm benannt.

## Werke
- Reminiscenzen aus Griechenland 1822–1828 (unveröffentlicht)
  - Griechische Übersetzung: Αναμνήσεις απο την Ελλάδα 1822–1828 (1960)